# Південно-Маньчжурська залізниця

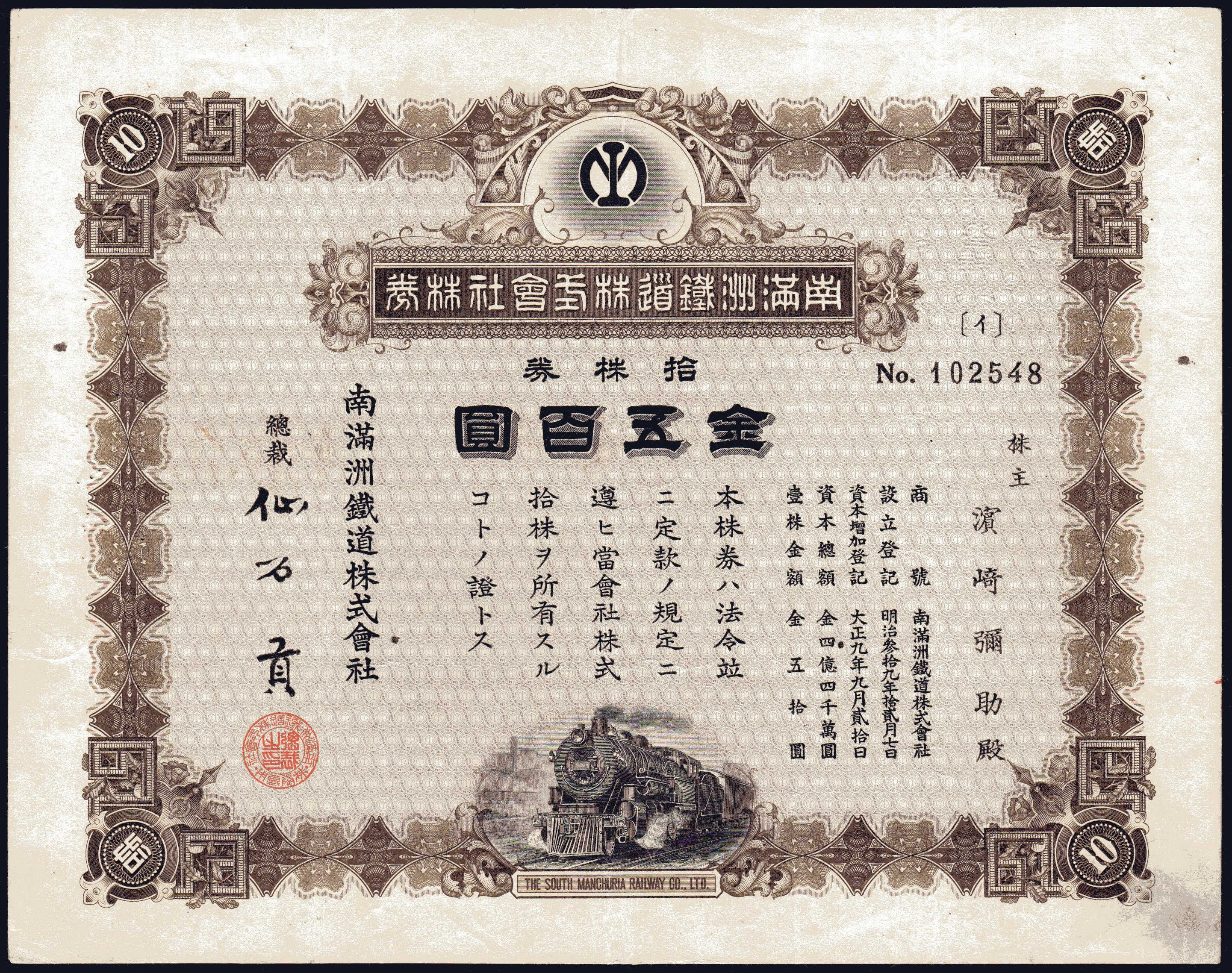
Акція South Manchuria Railway Co. Ltd., випущена в 1920

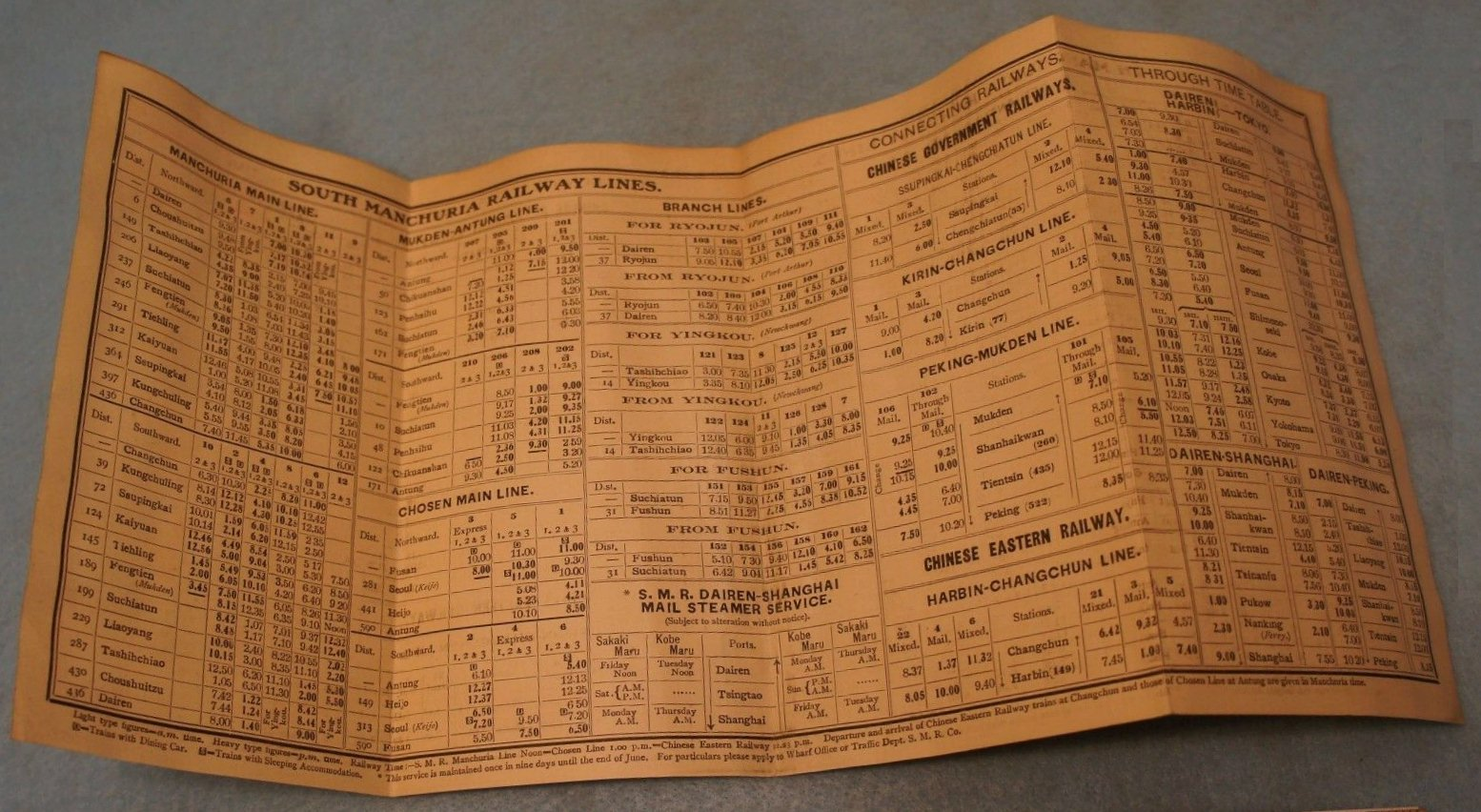
Сторінка розкладу поїздів Південно-Маньчжурської залізниці (Mantetsu) у травні 1920

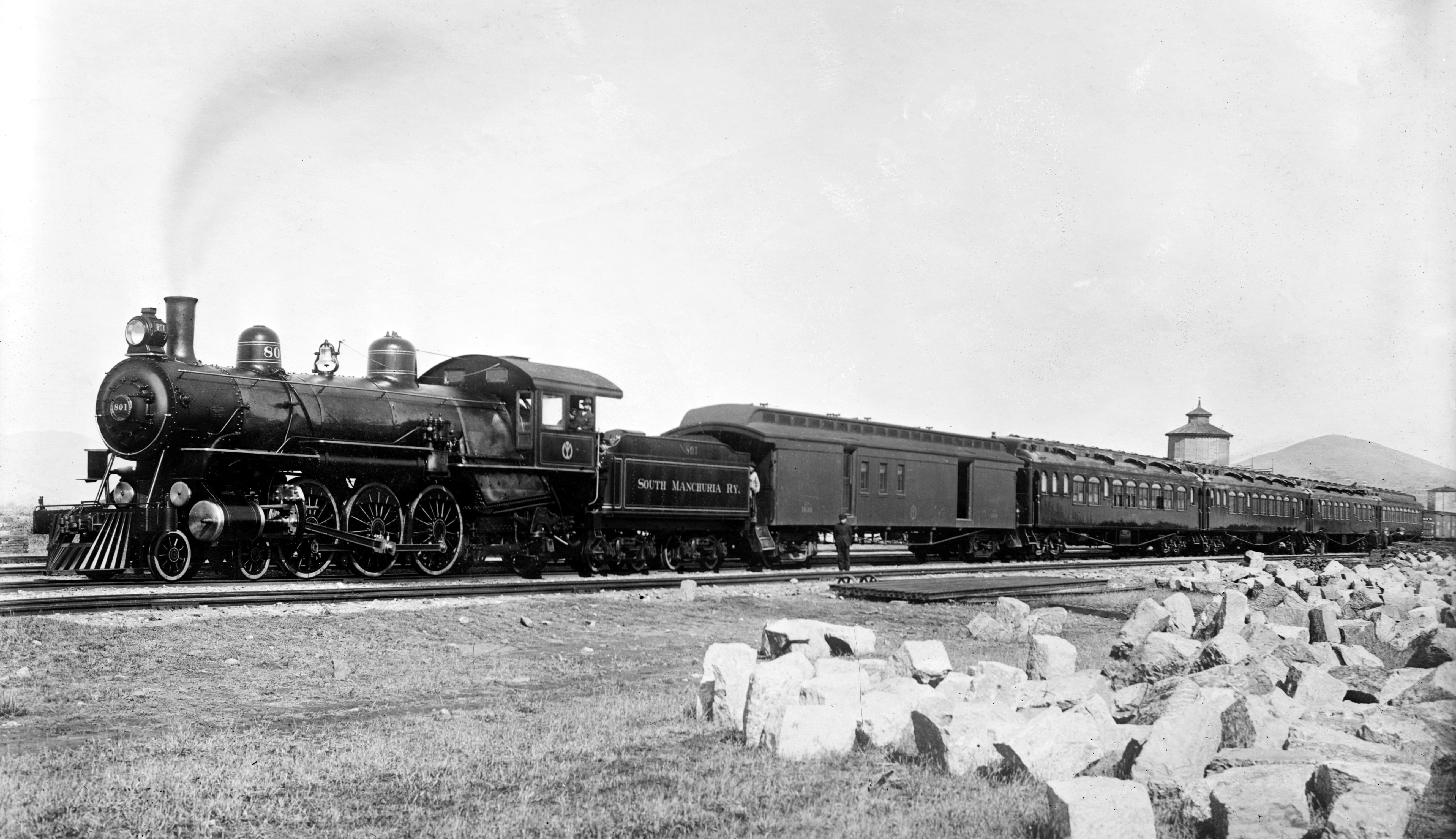
Поїзд Південно-Маньчжурської залізниці

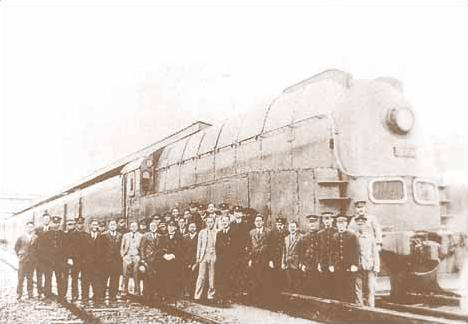
Локомотив Азійського експресу

Південно-Маньчжурська залізниця (яп. 南満州鉄道, латиніз.: Minamimanshū Tetsudō; спрощ.: 南满洲铁道; кит. трад.: 南滿洲鐵道; піньїнь: Nánmǎnzhōu Tiědào), офіційно The South Manchuria Railway Company, Ltd. (яп. 南満州鉄道株式会社, кюдзітай: 南滿洲鐵道株式會社, Minamimanshū Tetsudō Kabushikigaisha), Mantetsu (яп. 満鉄, латиніз.: Mantetsu) або Mantie (спрощ.: 满铁; кит. трад.: 滿鐵; піньїнь: Mǎntiě)) — залізнична магістраль на північному сході Китаю, у Маньчжурії, сполучає Харбін і Люйшунь (Порт-Артур) довжиною 1022 км.

## Історія
Південно — Маньчжурська відгалуження, як складова Китайсько-Східної залізниці, була побудована по лінії Харбін — Порт-Артур в 1898—1903 роках. Будівництво цієї лінії велося на підставі Російсько-китайської конвенції 1898 року для встановлення залізничного сполучення з Квантунською областю і портами Дальній і Порт-Артур.
Після російсько-японської війни 1904-05 років, згідно з Портсмутським мирним договором, більша частина Південно-Маньчжурської гілки КСЗ від Порт-Артура до Чанчуня довжиною 735 км з усім належним майном, включаючи і вугільні шахти, відійшла до Японської імперії. Найпівденнішою станцією, яка залишалася в руках російської КСЗ, став Куаньчен-цзи, в північній частині міста Чанчуня

Японська частина Південно-Маньчжурської залізниці управлялася Південно-Маньчжурської залізничної компанією (англ. South Manchuria Railway Company, яп. 南満州鉄道株式会社/南満洲鉄道株式会社 Minami Manshū Tetsudō Kabushiki-gaisha, або 満鉄 Mantetsu), заснованої в 1906 році з капіталізацією в 200 млн ієн, штаб-квартира якої знаходилася в Дайрені (Дальнему).
Хоча Південно-маньчжурська залізнична лінія (як і вся КСЗ) була спочатку побудована з російською колією (5 футів, або 1524 мм), під час війни японці перешили її на японську (3 фути 6 дюймів, або 1067 мм) для зручності використання на ній японського рухомого складу. Після закінчення війни залізниця була перешита на стандартну колію (1435 мм), з тим, щоб зробити можливим з'єднання з іншими залізницями Китаю. У 1907 р. було підписано російсько-японська угода про з'єднання між залізницею, що знаходиться в японських руках, з російською КСЗ на північ від неї. Угода передбачала побудову залізниці російської колії від останньої станції російської КСЗ (Куаньчен) до першої станції японської ПМЗ (Чанчунь), і навпаки, залізниці стандартної колії від Чанчуня до Куанчену.
У 1934 році, компанія Mantetsu відкрила «Азійський Експрес» зі швидкісним поїздом з Даляня у столицю Маньчжоу-го Чанчунь. Маючи максимальну швидкістю 134 км/год, «Азійський Експрес» був найшвидшим поїздом Азії, в той час.
З серпня 1945 колишня ПМЗ знаходилася під спільним управлінням СРСР і Китаю у складі Китайської Чанчуньської залізниці, яка в 1952 році урядом СРСР була безоплатно передана КНР.